# Badefols-sur-Dordogne
Badefols-sur-Dordogne est une commune française située dans le département de la Dordogne, en région Nouvelle-Aquitaine.

## Géographie

### Généralités
La commune de Badefols-sur-Dordogne est située dans le sud du département de la Dordogne, en limite du Bergeracois et du Périgord noir.
En rive gauche de la Dordogne et traversé par la route départementale 29, le bourg de Badefols-sur-Dordogne se situe, en distances orthodromiques, quatre kilomètres à l'est de Lalinde et quatorze kilomètres au sud-ouest du Bugue.

### Communes limitrophes
Badefols-sur-Dordogne est limitrophe de cinq autres communes.
| Lalinde  | Mauzac-et-Grand-Castang | Calès    |
|          | Badefols-sur-Dordogne   |          |
| Pontours |                         | Molières |

### Géologie et relief

#### Géologie
Situé sur la plaque nord du Bassin aquitain et bordé à son extrémité nord-est par une frange du Massif central, le département de la Dordogne présente une grande diversité géologique. Les terrains sont disposés en profondeur en strates régulières, témoins d'une sédimentation sur cette ancienne plate-forme marine. Le département peut ainsi être découpé sur le plan géologique en quatre gradins différenciés selon leur âge géologique. Badefols-sur-Dordogne est située dans le troisième gradin à partir du nord-est, un plateau formé de calcaires hétérogènes du Crétacé.
Les couches affleurantes sur le territoire communal sont constituées de formations superficielles du Quaternaire datant du Cénozoïque et de roches sédimentaires du Mésozoïque. La formation la plus ancienne, notée c5a(2), date du Campanien 1, des calcaires packstone à wackstone crayo-marneux gris blanchâtres à subalvéolines à silex gris ou noirs. La formation la plus récente, notée CFvs, fait partie des formations superficielles de type colluvions carbonatées de vallons secs : sable limoneux à débris calcaires et argile sableuse à débris. Le descriptif de ces couches est détaillé dans  la feuille « no 807 - Le Bugue » de la carte géologique au 1/50 000 de la France métropolitaine, et sa notice associée.

Carte géologique de Badefols-sur-Dordogne.

#### Relief et paysages

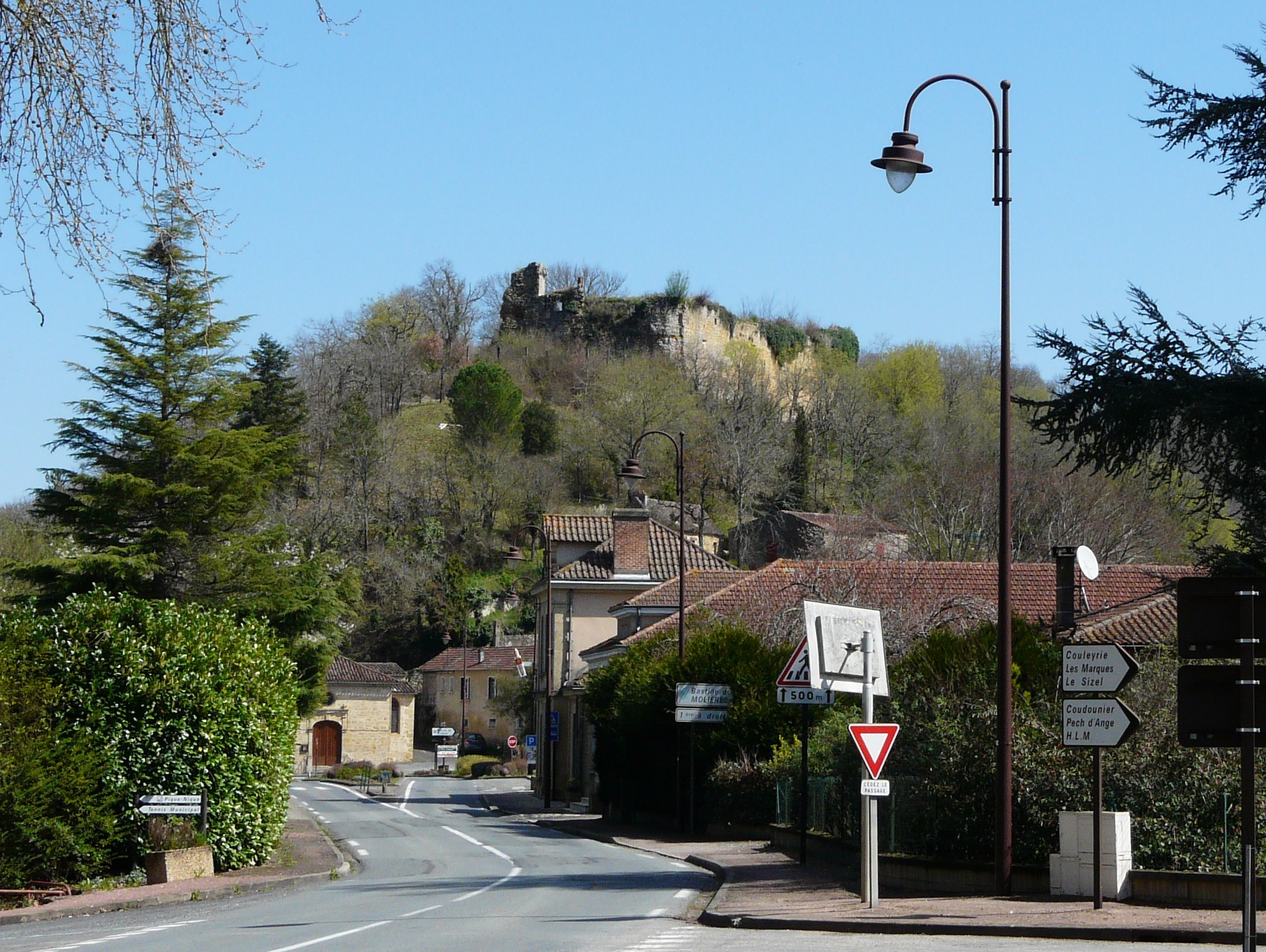
Le bourg dominé par les ruines du château.

Le département de la Dordogne se présente comme un vaste plateau incliné du nord-est (491 m, à la forêt de Vieillecour dans le Nontronnais, à Saint-Pierre-de-Frugie) au sud-ouest (2 m à Lamothe-Montravel). L'altitude du territoire communal varie quant à elle entre 35 m à l'extrême nord-ouest, là où la Dordogne quitte la commune et sert de limite entre celles de Lalinde et Pontours, et 180 m à l'extrême est, en bordure de la commune de Molières.
Dans le cadre de la Convention européenne du paysage entrée en vigueur en France le 1er juillet 2006, renforcée par la loi du 8 août 2016 pour la reconquête de la biodiversité, de la nature et des paysages, un atlas des paysages de la Dordogne a été élaboré sous maîtrise d’ouvrage de l’État et publié en octobre 2020. Les paysages du département s'organisent en huit unités paysagères et 14 sous-unités. La commune fait partie du Périgord noir, un paysage vallonné et forestier, qui ne s’ouvre que ponctuellement autour de vallées-couloirs et d’une multitude de clairières de toutes tailles. Il s'étend du nord de la Vézère au sud de la Dordogne (en amont de Lalinde) et est riche d’un patrimoine exceptionnel.
La superficie cadastrale de la commune publiée par l'Insee, qui sert de référence dans toutes les statistiques, est de 6,06 km2,,. La superficie géographique, issue de la BD Topo, composante du Référentiel à grande échelle produit par l'IGN, est elle aussi de 6,06 km2.

### Hydrographie

#### Réseau hydrographique
La commune est située dans le bassin de la Dordogne au sein du Bassin Adour-Garonne. Elle est drainée par la Dordogne, le Bélingou et d'un petit cours d'eau, qui constituent un réseau hydrographique de plus de 6 km de longueur totale,.
La Dordogne, d'une longueur totale de 483,1 km, prend naissance sur les flancs du puy de Sancy (1 885 m), dans la chaîne des monts Dore, traverse six départements dont la Dordogne dans sa partie sud, et conflue avec la Garonne à Bayon-sur-Gironde, pour former l'estuaire de la Gironde,. En aval du barrage de Mauzac, elle borde la commune au nord sur plus de deux kilomètres et demi, face à Mauzac-et-Grand-Castang et Lalinde.
Son affluent de rive gauche, le Bélingou, sert de limite territoriale à l'est sur plus d'un kilomètre et demi, face à Calès.

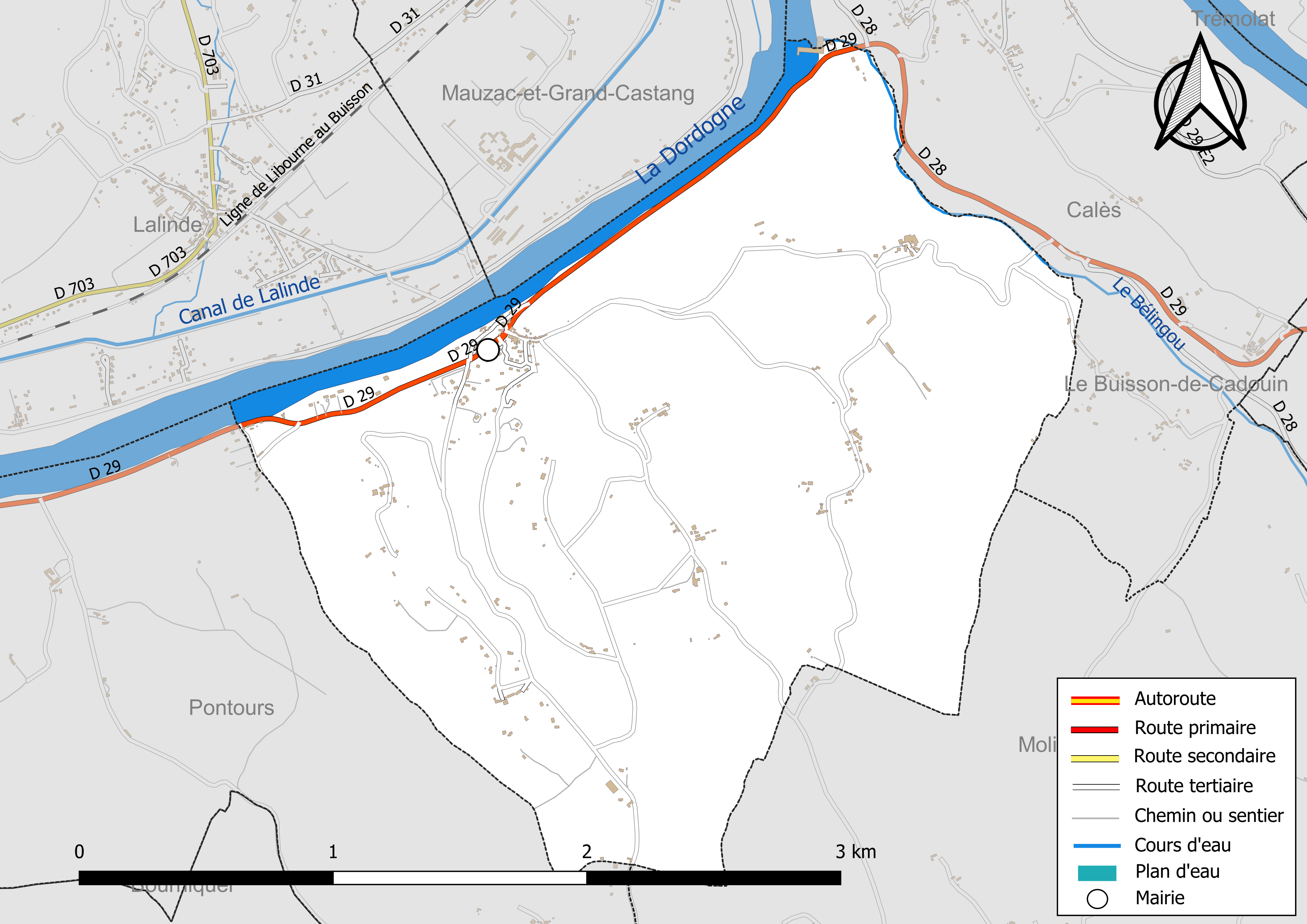
Réseaux hydrographique et routier de Badefols-sur-Dordogne.
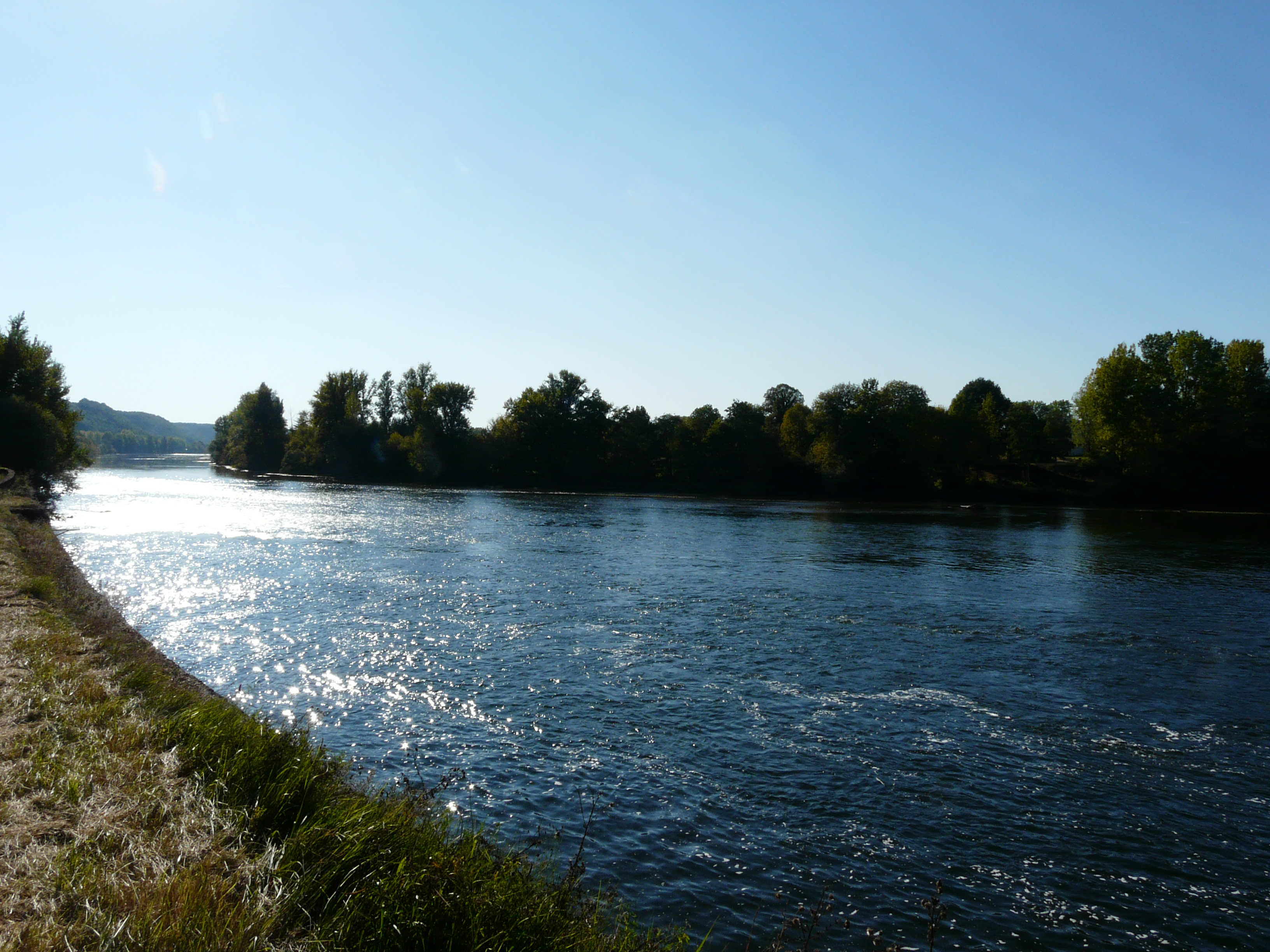
La Dordogne en aval de la centrale hydroélectrique de Mauzac, avec vue sur la commune de Mauzac-et-Grand-Castang en face.
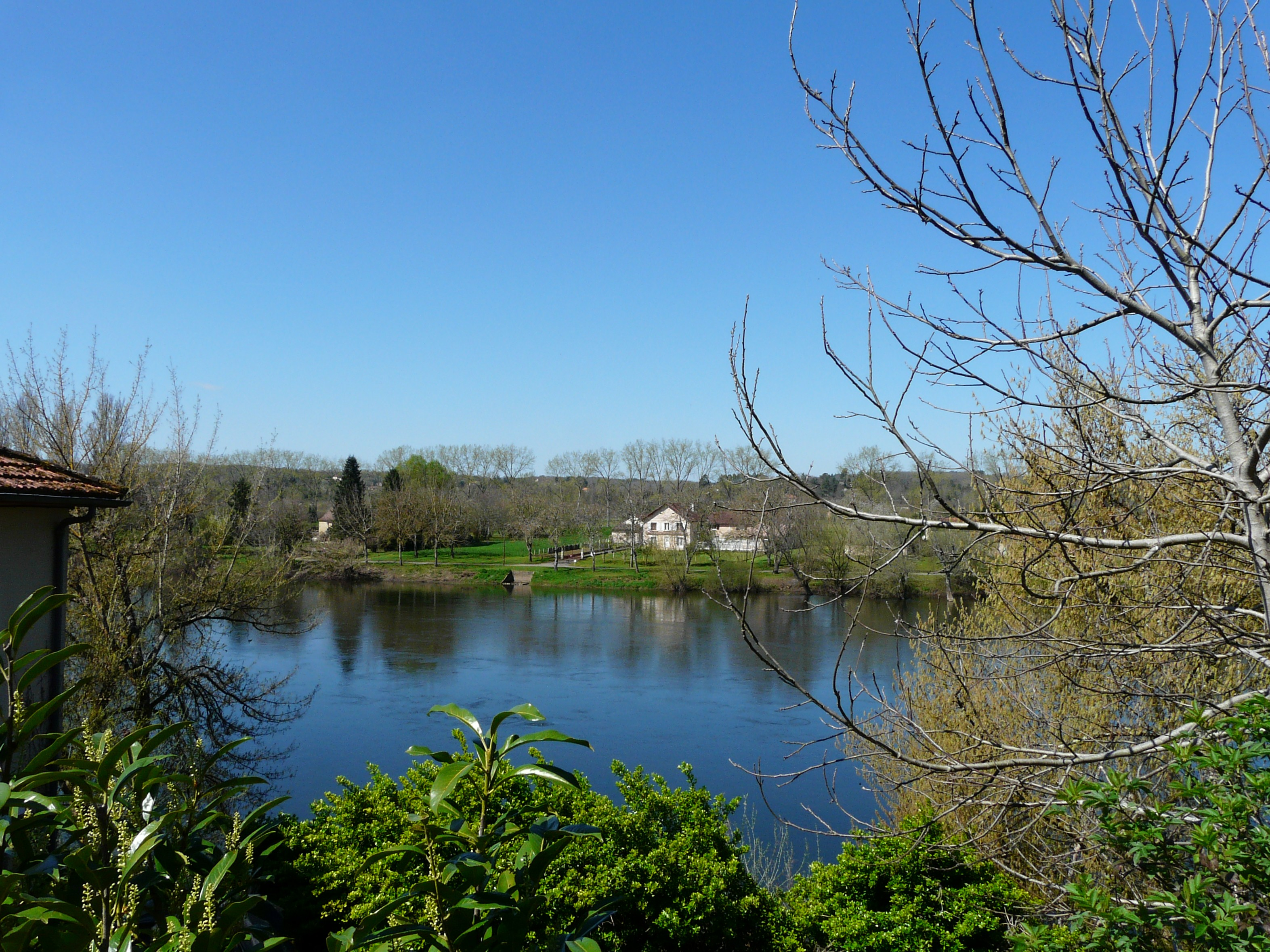
La Dordogne à Badefols-sur-Dordogne, avec vue sur la commune de Lalinde en face.

#### Gestion et qualité des eaux
Le territoire communal est couvert par le schéma d'aménagement et de gestion des eaux (SAGE) « Dordogne Atlantique ». Ce document de planification, dont le territoire correspond au sous‐bassin le plus aval du bassin versant de la Dordogne (aval de la confluence Dordogne - Vézère)., d'une superficie de 2 700 km2 est en cours d'élaboration. La structure porteuse de l'élaboration et de la mise en œuvre est l'établissement public territorial de bassin de la Dordogne (EPIDOR). Il définit sur son territoire les objectifs généraux d’utilisation, de mise en valeur et de protection quantitative et qualitative des ressources en eau superficielle et souterraine, en respect des objectifs de qualité définis dans le troisième SDAGE  du Bassin Adour-Garonne qui couvre la période 2022-2027, approuvé le 10 mars 2022.
La qualité des eaux de baignade et des cours d’eau peut être consultée sur un site dédié géré par les agences de l’eau et l’Agence française pour la biodiversité.

### Climat
Pour des articles plus généraux, voir Climat de la Nouvelle-Aquitaine et Climat de la Dordogne.
Historiquement, la commune est exposée à un climat océanique aquitain.  
En 2020, Météo-France publie une typologie des climats de la France métropolitaine dans laquelle la commune est exposée à un climat océanique altéré et est dans la région climatique  Aquitaine, Gascogne, caractérisée par une pluviométrie abondante au printemps, modérée en automne, un faible ensoleillement au printemps, un été chaud (19,5 °C), des vents faibles, des brouillards fréquents en automne et en hiver et des orages fréquents en été (15 à 20 jours).
Pour la période 1971-2000, la température annuelle moyenne est de 12,3 °C, avec  une amplitude thermique annuelle de 15 °C. Le cumul annuel moyen de précipitations est de 876 mm, avec 12,2 jours de précipitations en janvier et 7 jours en juillet. Pour la période 1991-2020, la température moyenne annuelle observée sur la station météorologique la plus proche, située sur la commune de Pays de Belvès à 18 km à vol d'oiseau, est de 13,0 °C et le cumul annuel moyen de précipitations est de 888,2 mm,. Pour l'avenir, les paramètres climatiques de la commune estimés pour 2050 selon différents scénarios d’émission de gaz à effet de serre sont consultables sur un site dédié publié par Météo-France en novembre 2022.

### Milieux naturels et biodiversité

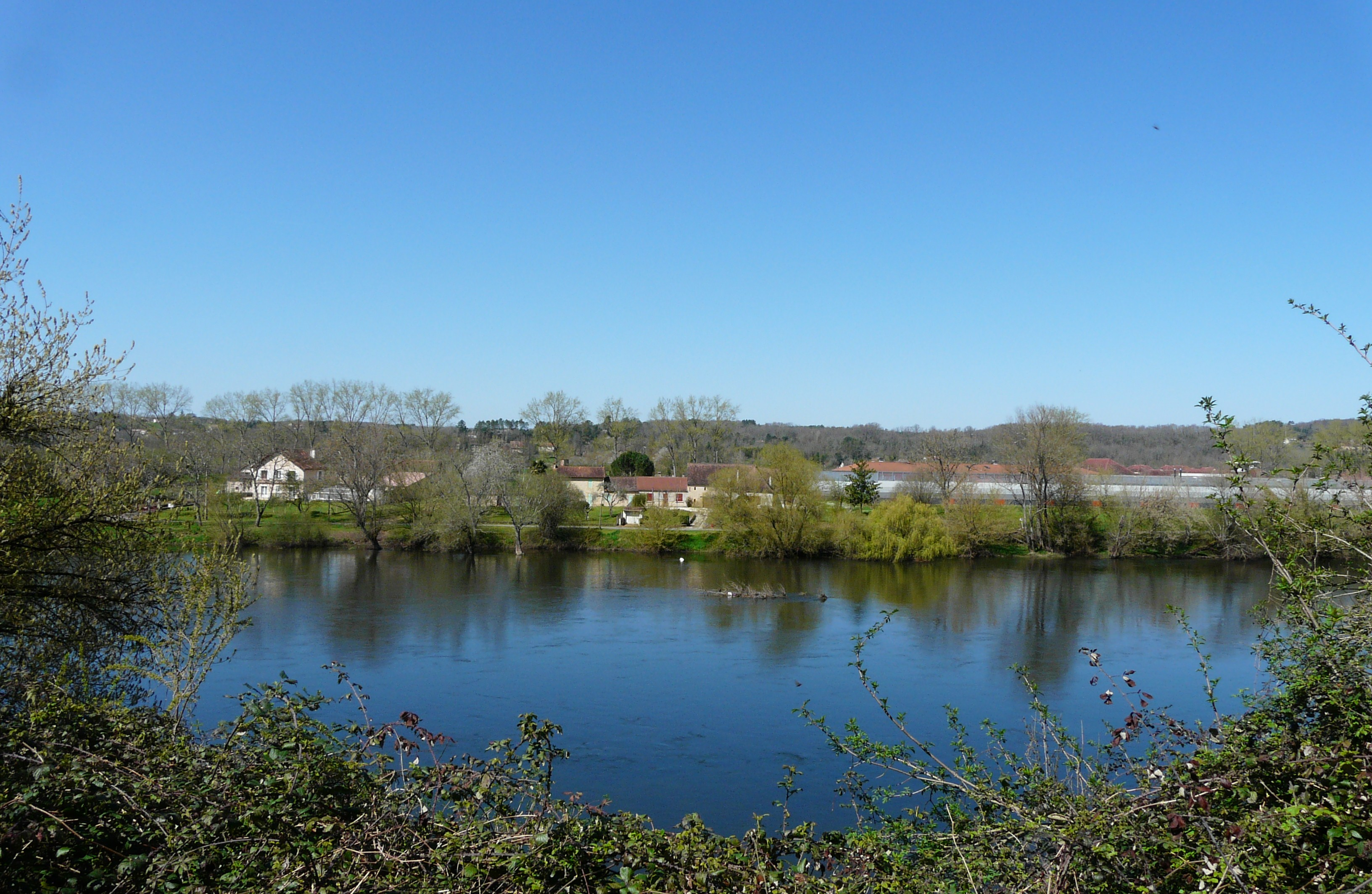
La Dordogne à Badefols-sur-Dordogne.

La Dordogne qui borde la commune au nord sur environ trois kilomètres fait l'objet de plusieurs niveaux de protection.

#### Natura 2000
La Dordogne est un site du réseau Natura 2000 limité aux départements de la Dordogne et de la Gironde, et qui concerne les 104 communes riveraines de la Dordogne, dont Badefols-sur-Dordogne,. Seize espèces animales et une espèce végétale inscrites à l'annexe II de la directive 92/43/CEE de l'Union européenne y ont été répertoriées.

#### Protection du biotope
Comme l'ensemble des communes du département baignées par la Dordogne, Badefols-sur-Dordogne est soumise depuis 1991 à un arrêté préfectoral de protection de biotope destiné à favoriser la migration du saumon et la reproduction  des lamproies et des aloses.

#### ZNIEFF
Badefols-sur-Dordogne fait partie des 102 communes concernées par la zone naturelle d'intérêt écologique, faunistique et floristique (ZNIEFF) de type II « La Dordogne »,, dans laquelle ont été répertoriées huit espèces animales déterminantes et cinquante-sept espèces végétales déterminantes, ainsi que quarante-trois autres espèces animales et trente-neuf autres espèces végétales.
La Dordogne constitue également une ZNIEFF de type I, refuge de nombreux oiseaux aquatiques en toutes saisons,.

## Urbanisme

### Typologie
Au 1er janvier 2024, Badefols-sur-Dordogne est catégorisée commune rurale à habitat dispersé, selon la nouvelle grille communale de densité à 7 niveaux définie par l'Insee en 2022.
Elle est située hors unité urbaine et hors attraction des villes,.

### Occupation des sols
L'occupation des sols de la commune, telle qu'elle ressort de la base de données européenne d’occupation biophysique des sols Corine Land Cover (CLC), est marquée par l'importance des territoires agricoles (51,2 % en 2018), une proportion identique à celle de 1990 (51,2 %). La répartition détaillée en 2018 est la suivante : 
forêts (42,5 %), prairies (26,9 %), zones agricoles hétérogènes (24,3 %), eaux continentales (6,4 %). L'évolution de l’occupation des sols de la commune et de ses infrastructures peut être observée sur les différentes représentations cartographiques du territoire : la carte de Cassini (XVIIIe siècle), la carte d'état-major (1820-1866) et les cartes ou photos aériennes de l'IGN pour la période actuelle (1950 à aujourd'hui).

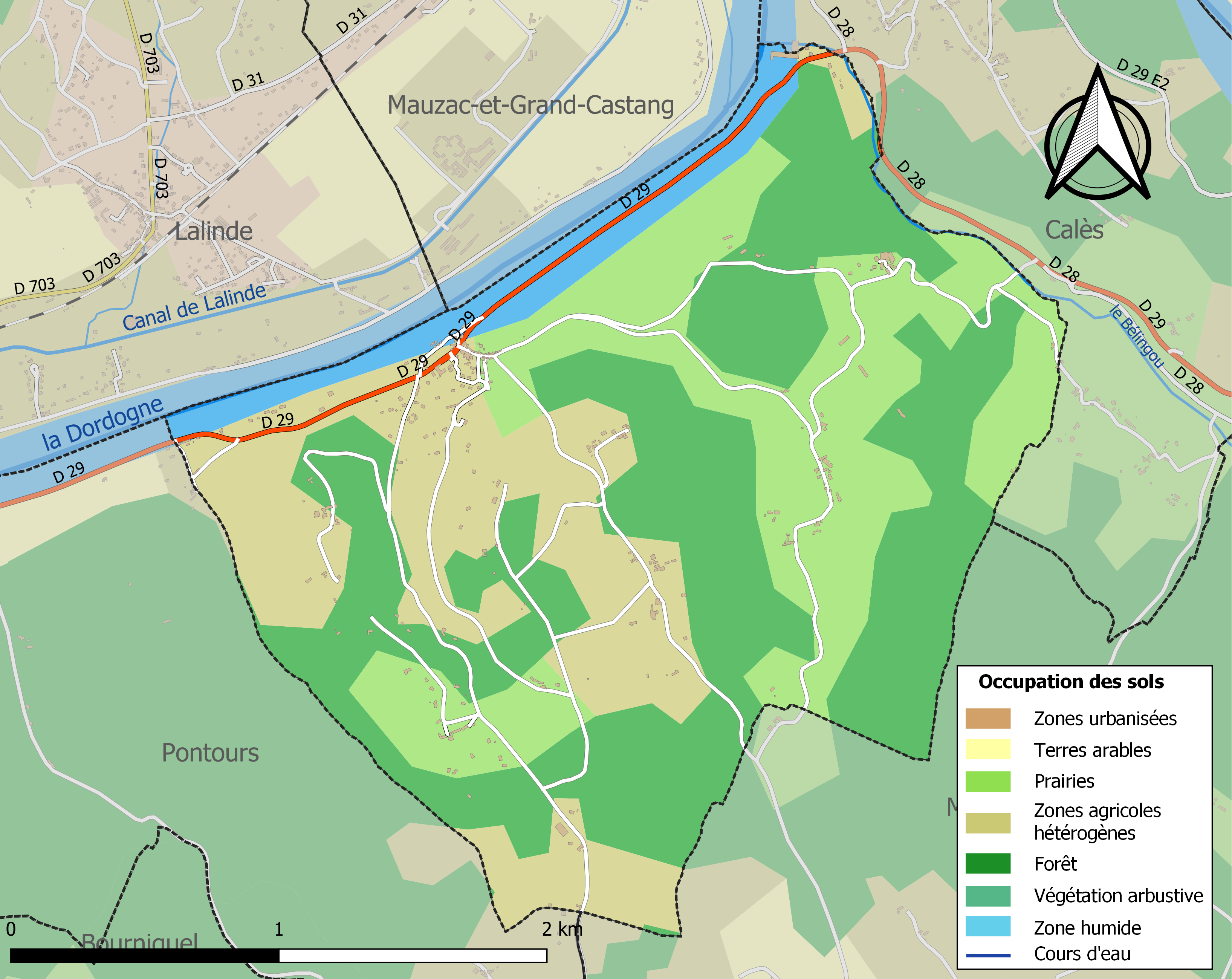
Carte des infrastructures et de l'occupation des sols de la commune en 2018 (CLC).

### Villages, hameaux et lieux-dits
Outre le bourg de Badefols-sur-Dordogne proprement dit, le territoire se compose d'autres villages ou hameaux, ainsi que de lieux-dits :
- Barbe
- Bois de Barbe
- le Boucher
- Combe de Barbe
- la Combe de la Meule
- la Combelle
- la Côte
- le Coudounier
- la Croix du Guide
- les Faux
- Fonsegrive
- la Garenne
- les Marques
- la Menardie
- le Montant
- le Pech
- Pech d'Ange
- Pech Redon
- le Sizel
- Villeneuve
- Viralet.

### Prévention des risques
Le territoire de la commune de Badefols-sur-Dordogne est vulnérable à différents aléas naturels : météorologiques (tempête, orage, neige, grand froid, canicule ou sécheresse), inondations, feux de forêts, mouvements de terrains et séisme (sismicité très faible). Il est également exposé à un risque technologique, la rupture d'un barrage. Un site publié par le BRGM permet d'évaluer simplement et rapidement les risques d'un bien localisé soit par son adresse soit par le numéro de sa parcelle.

#### Risques naturels
Certaines parties du territoire communal sont susceptibles d’être affectées par le risque d’inondation par débordement de cours d'eau, notamment la Dordogne. La commune a été reconnue en état de catastrophe naturelle au titre des dommages causés par les inondations et coulées de boue survenues en 1982 et 1999,. Le risque inondation est pris en compte dans l'aménagement du territoire de la commune par le biais du plan de prévention des risques inondation (PPRI) de la « Dordogne Centre », couvrant 20 communes et approuvé le 23 décembre 2008, pour les crues de la Dordogne,.
Badefols-sur-Dordogne est exposée au risque de feu de forêt. L’arrêté préfectoral du 14 mars 2013 fixe les conditions de pratique des incinérations et de brûlage dans un objectif de réduire le risque de départs d’incendie. À ce titre, des périodes sont déterminées : interdiction totale du 15 février au 15 mai et du 15 juin au 15 octobre, utilisation réglementée du 16 mai au 14 juin et du 16 octobre au 14 février. En septembre 2020, un plan inter-départemental de protection des forêts contre les incendies (PidPFCI) a été adopté pour la période 2019-2029,.

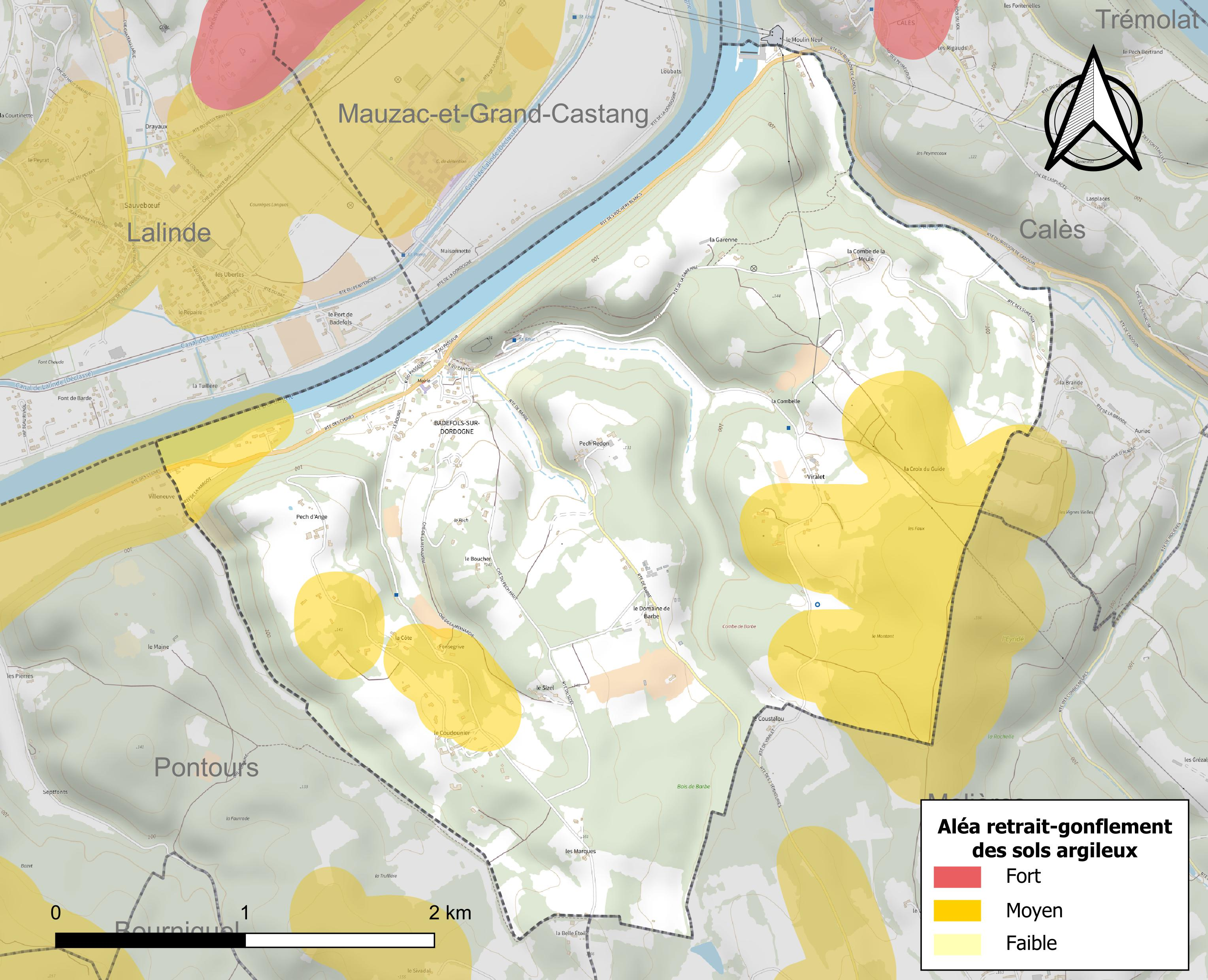
Carte des zones d'aléa retrait-gonflement des sols argileux de Badefols-sur-Dordogne.

Les mouvements de terrains susceptibles de se produire sur la commune sont des tassements différentiels. Le retrait-gonflement des sols argileux est susceptible d'engendrer des dommages importants aux bâtiments en cas d’alternance de périodes de sécheresse et de pluie. 19,8 % de la superficie communale est en aléa moyen ou fort (58,6 % au niveau départemental et 48,5 % au niveau national métropolitain). Depuis le 1er octobre 2020, en application de la loi ÉLAN, différentes contraintes s'imposent aux vendeurs, maîtres d'ouvrages ou constructeurs de biens situés dans une zone classée en aléa moyen ou fort,.
La commune a été reconnue en état de catastrophe naturelle au titre des dommages causés par des mouvements de terrain en 1999.

#### Risque technologique
La commune est en outre située en aval du barrage de Bort-les-Orgues, un ouvrage de classe A situé dans le département de la Corrèze et faisant l'objet d'un PPI depuis 2009. À ce titre elle est susceptible d’être touchée par l’onde de submersion consécutive à la rupture de cet ouvrage.

## Toponymie
Les premières mentions écrites connues du lieu remontent au XIIIe siècle sous les formes Badafol et Badefol.
Le nom évolue ensuite en Castrum de Badejol (1278), Badajollum (1364), Batefol, Badefol-lez-Lalinde, Badefol-sur-Dordogne au XVIe siècle, Badeffou au XVIIe siècle, puis Badefol de Cadouin.
Sur la carte de Cassini représentant la France entre 1756 et 1789, le village est identifié sous le nom de Badefol.
Le 6 juillet 1952, la commune de Badefols-de-Cadouin change de nom officiel et devient Badefols-sur-Dordogne.
Le nom de la commune est d'origine occitane mais son explication est incertaine. Il pourrait provenir de badar (rester bouche bée) et de fol (fou), ou encore de bada fol (badaud), sobriquets dont auraient été affublés les villageois,. La seconde partie du nom se réfère naturellement à la Dordogne, en rive gauche de laquelle s'est établi le village.
En occitan, la commune porte le nom de Badafòl de Dordonha.

## Histoire
Dès l'époque gallo-romaine, un port s'était établi sur la Dordogne.
La construction du château de Badefols est antérieure au Xe siècle. Le plus connu de ses occupants est Seguin de Badefol, capitaine des « routiers » qui ravagèrent l'Auvergne au XIVe siècle.
En 1213, la paroisse du lieu est identifiée sous le nom de Paroc. S. Vincent al port de Badafol.
Au XIVe siècle, la châtellenie de Badefol regroupait quatre paroisses : Calés, Cussac, Pontours et Saint-Vincent-de-Badefol.

## Politique et administration

### Rattachements administratifs et électoraux
Dès 1790, la commune de Badefols-sur-Dordogne est rattachée au canton de Cadouin qui dépend du district de Belvès jusqu'en 1795, date de suppression des districts. En 1801, le canton est rattaché à l'arrondissement de Bergerac. Il change de nom en 1974, devenant le canton du Buisson-de-Cadouin.
Dans le cadre de la réforme de 2014 définie par le décret du 21 février 2014, ce canton disparaît aux élections départementales de mars 2015. La commune est alors rattachée au canton de Lalinde, lui aussi dépendant de l'arrondissement de Bergerac.

### Intercommunalité
Début 2002, Badefols-sur-Dordogne intègre dès sa création la communauté de communes de Cadouin. Celle-ci est dissoute au 31 décembre 2012 et remplacée au 1er janvier 2013 par la communauté de communes des Bastides Dordogne-Périgord.

### Administration municipale
La population de la commune étant comprise entre 100 et 499 habitants au recensement de 2017, onze conseillers municipaux ont été élus en 2020,.

### Liste des maires

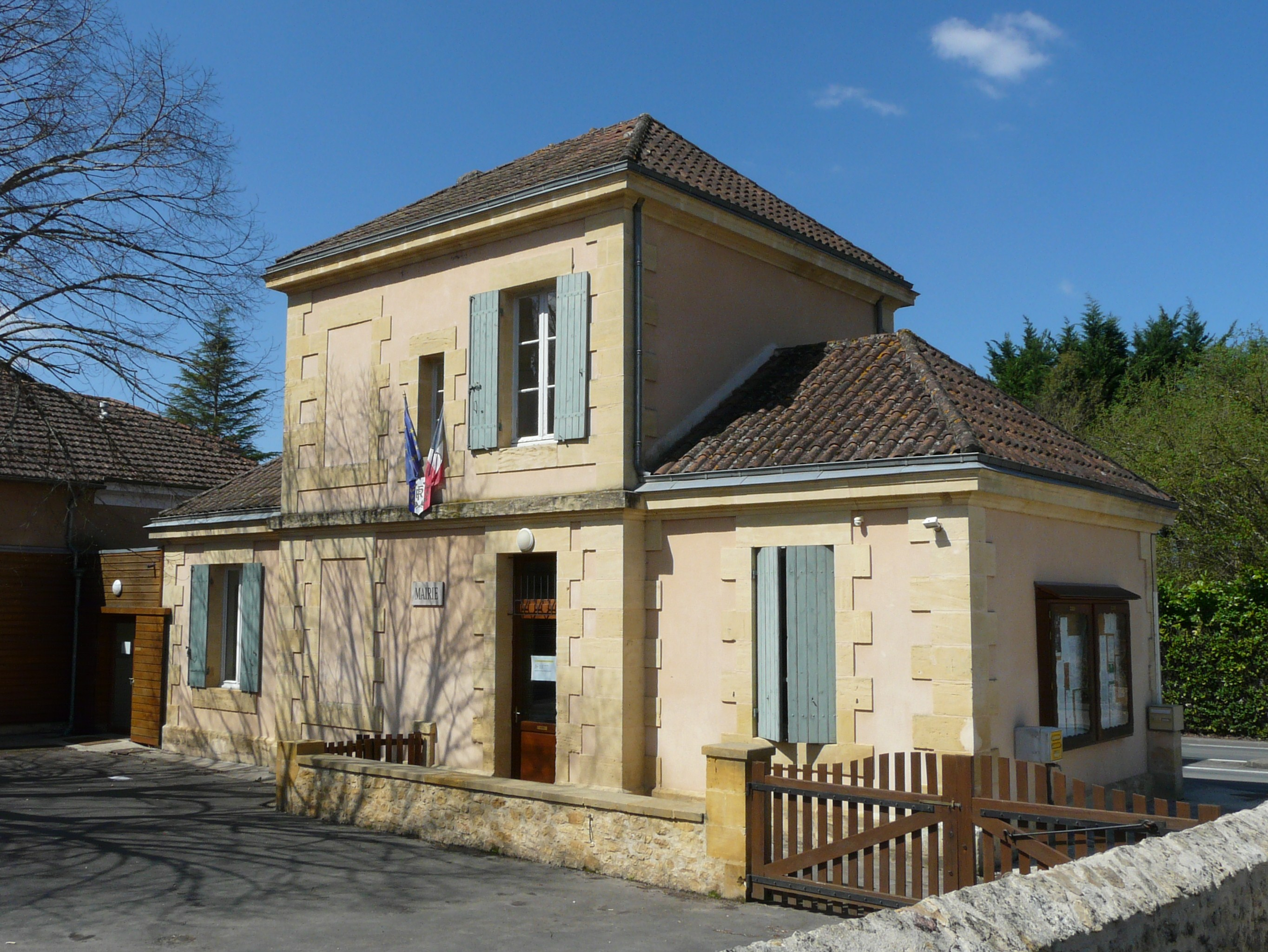
La mairie.

| Période                                  | Période   | Identité        | Étiquette | Qualité           |
| ---------------------------------------- | --------- | --------------- | --------- | ----------------- |
| Les données manquantes sont à compléter. |           |                 |           |                   |
|                                          |           |                 |           |                   |
| 1970                                     | mars 1972 | Paul Viallet    |           |                   |
|                                          |           |                 |           |                   |
| 1995                                     | mars 2008 | Guy Tallet      | DVD       |                   |
| mars 2008                                | en cours  | Michel Couderc  | SE        | Retraité          |
| mars 2014 (réélu en mai 2020)            | En cours  | Martin Slaghuis | DVG       | Éducateur sportif |

## Équipements et services publics

### Enseignement
En 2025, la commune est organisée en regroupement pédagogique intercommunal (RPI) avec celles de Calès, Pontours et Trémolat au niveau des classes de primaire.

### Justice
Dans le domaine judiciaire, Badefols-sur-Dordogne relève : 
- du tribunal judiciaire, du tribunal pour enfants, du conseil de prud'hommes et du tribunal de commerce de Bergerac ;
- du pôle Nationalité du tribunal judiciaire de Périgueux (compétent uniquement dans le domaine de la nationalité) ;
- de la cour d'appel, du tribunal administratif et de la  cour administrative d'appel de Bordeaux.

## Population et société

### Démographie
Les habitants de Badefols-sur-Dordogne se nomment les Badefolois.
L'évolution du nombre d'habitants est connue à travers les recensements de la population effectués dans la commune depuis 1793. Pour les communes de moins de 10 000 habitants, une enquête de recensement portant sur toute la population est réalisée tous les cinq ans, les populations de référence des années intermédiaires étant quant à elles estimées par interpolation ou extrapolation. Pour la commune, le premier recensement exhaustif entrant dans le cadre du nouveau dispositif a été réalisé en 2004.

En 2022, la commune comptait 205 habitants, en évolution de −3,76 % par rapport à 2016 (Dordogne : +0,37 %, France hors Mayotte : +2,11 %).
| 1793 | 1800 | 1806 | 1821 | 1831 | 1836 | 1841 | 1846 | 1851 |
| ---- | ---- | ---- | ---- | ---- | ---- | ---- | ---- | ---- |
| 340  | 324  | 562  | 356  | 356  | 366  | 383  | 396  | 395  |

| 1856 | 1861 | 1866 | 1872 | 1876 | 1881 | 1886 | 1891 | 1896 |
| ---- | ---- | ---- | ---- | ---- | ---- | ---- | ---- | ---- |
| 384  | 332  | 315  | 318  | 312  | 324  | 283  | 286  | 243  |

| 1901 | 1906 | 1911 | 1921 | 1926 | 1931 | 1936 | 1946 | 1954 |
| ---- | ---- | ---- | ---- | ---- | ---- | ---- | ---- | ---- |
| 206  | 234  | 208  | 230  | 185  | 190  | 184  | 164  | 155  |

| 1962 | 1968 | 1975 | 1982 | 1990 | 1999 | 2004 | 2006 | 2009 |
| ---- | ---- | ---- | ---- | ---- | ---- | ---- | ---- | ---- |
| 174  | 173  | 143  | 150  | 188  | 187  | 200  | 195  | 211  |

| 2014 | 2019 | 2022 | - | - | - | - | - | - |
| ---- | ---- | ---- | - | - | - | - | - | - |
| 216  | 210  | 205  | - | - | - | - | - | - |

## Économie

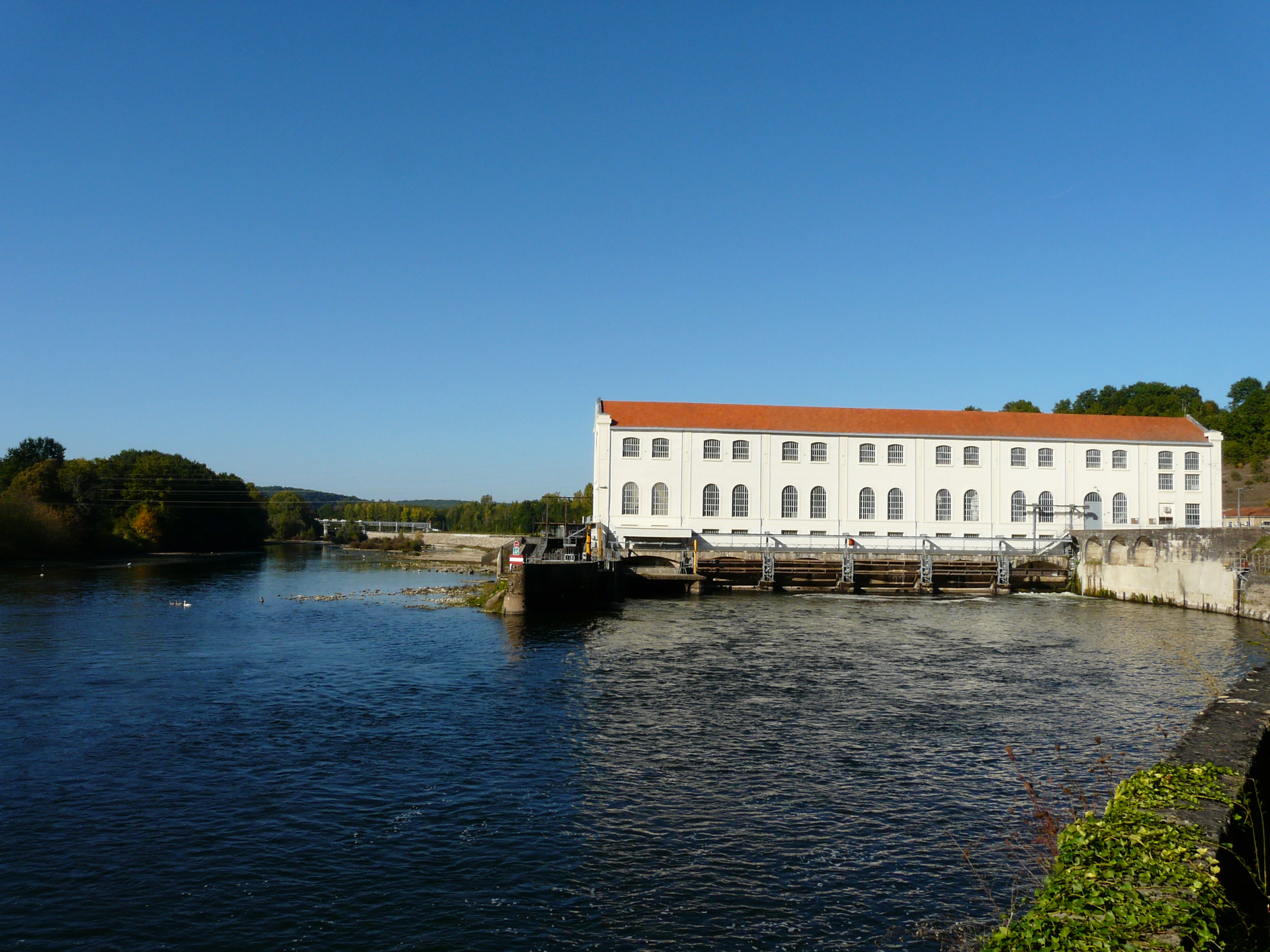
La centrale hydroélectrique de Mauzac sur la Dordogne.

### Emploi
En 2015, parmi la population communale comprise entre 15 et 64 ans, les actifs représentent 99 personnes, soit 46,7 % de la population municipale. Le nombre de chômeurs (douze) a légèrement augmenté par rapport à 2010 (onze) et le taux de chômage de cette population active s'établit à 11,9 %.

### Établissements
Au 31 décembre 2015, la commune compte vingt-trois établissements, dont sept au niveau des commerces, transports ou services, six dans la construction, six relatifs au secteur administratif, à l'enseignement, à la santé ou à l'action sociale, deux dans l'agriculture, la sylviculture ou la pêche, et deux dans l'industrie.
Un kilomètre en aval du barrage de Mauzac, la centrale hydroélectrique de Mauzac se trouve sur le territoire communal de Badefols-sur-Dordogne.
Un terrain de camping existe sur le territoire de la commune.

## Culture locale et patrimoine

### Lieux et monuments
- L'église Saint-Vincent a été construite dans le bourg en 1714, en remplacement de l'ancienne église ruinée du château[74].
- Du château de Badefols rasé par Joseph Lakanal après la Révolution, il ne reste que des ruines[75]. Datant probablement des IXe et Xe siècles, le premier château a été brûlé et pillé en 1405 puis reconstruit en 1537[76].
- Plusieurs cabanes en pierre sèche ont été inscrites au titre des monuments historiques en 1991, puis radiées trois ans plus tard, aux-lieux-dits Coudounier[77],[78], la Fontaine de Viralet[79] et Villeneuve[80].
- Datant du XVIIIe siècle, la chartreuse de Barbe a été modifiée au siècle suivant[81].
- Sur quatre hectares, les ruines du château et le bourg forment un site inscrit depuis 1973[82]

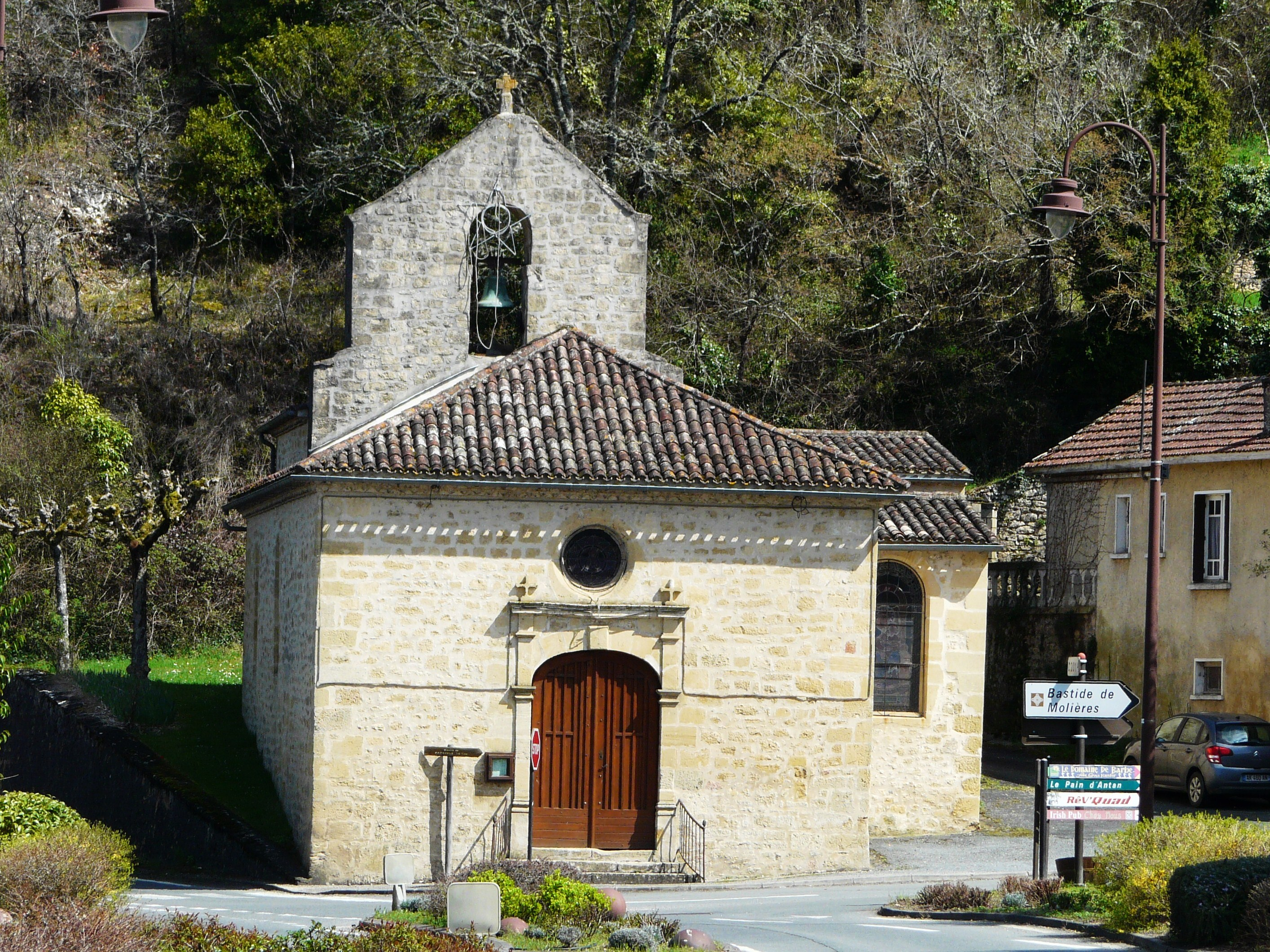
L'église.
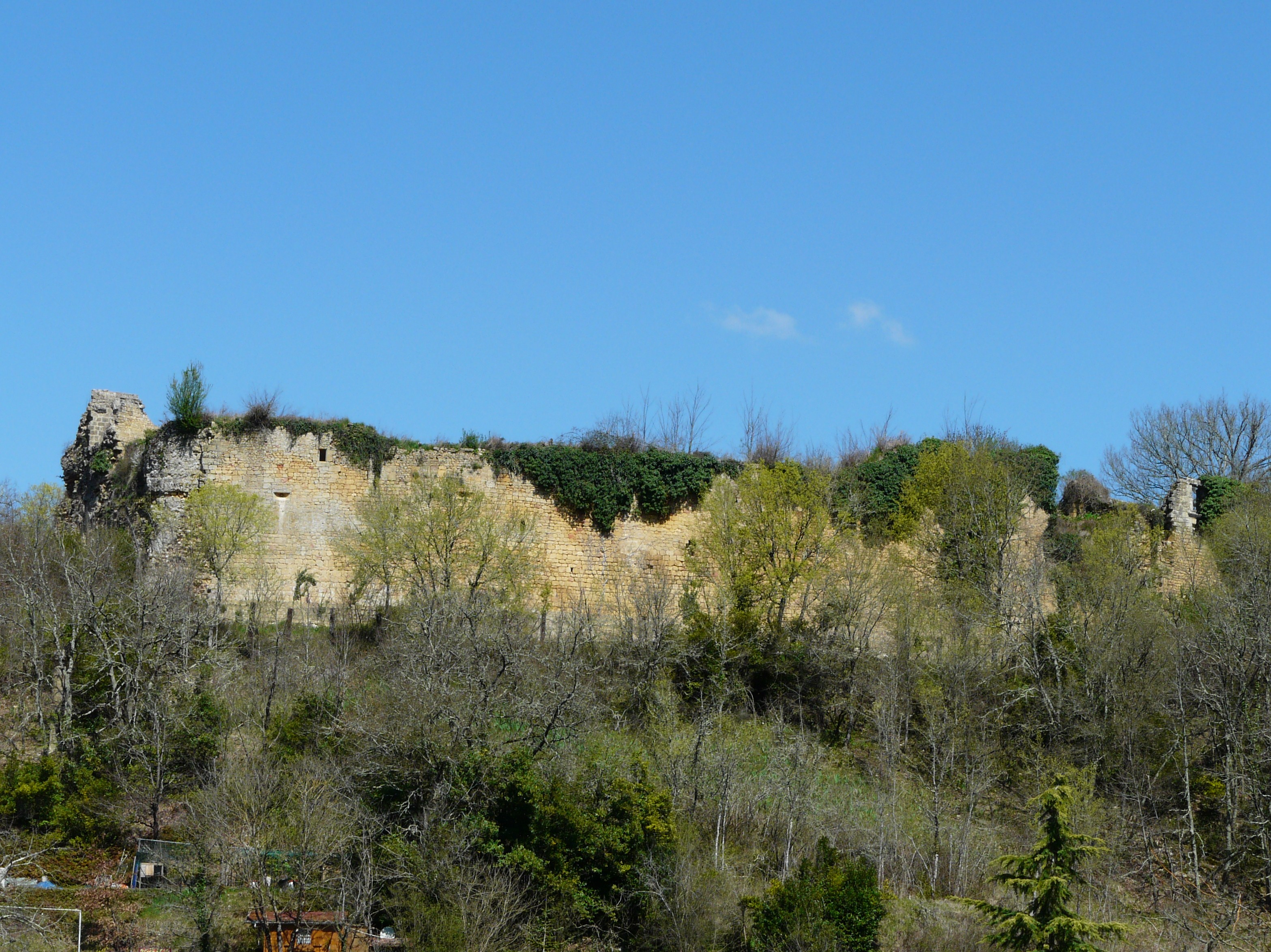
Les ruines du château.
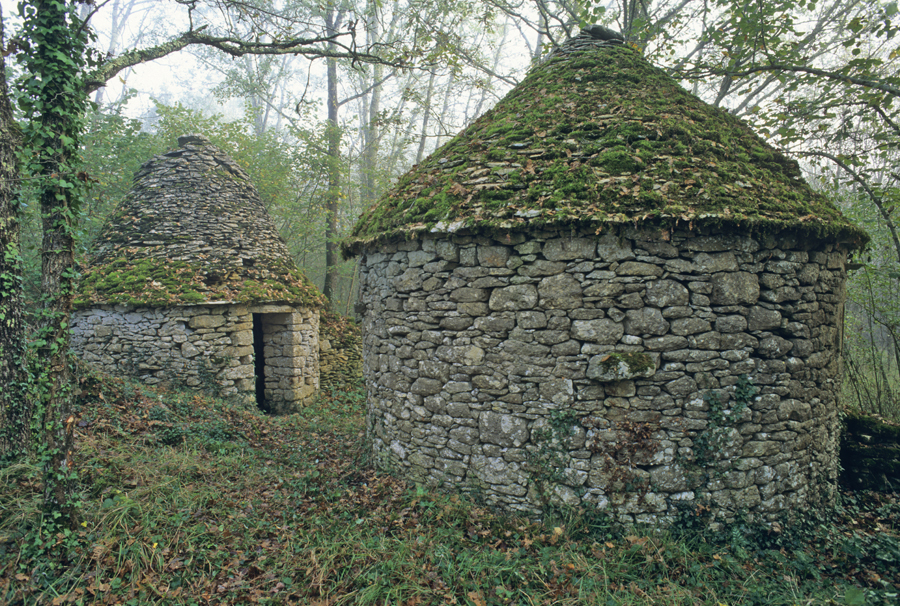
Cabanes en pierre sèche de Coudounier.
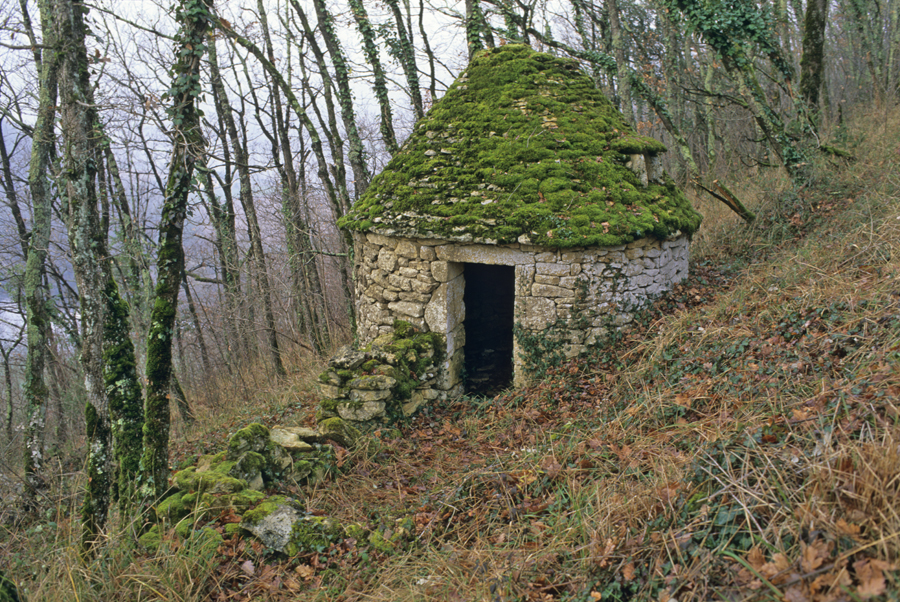
Cabane en pierre sèche de Villeneuve.
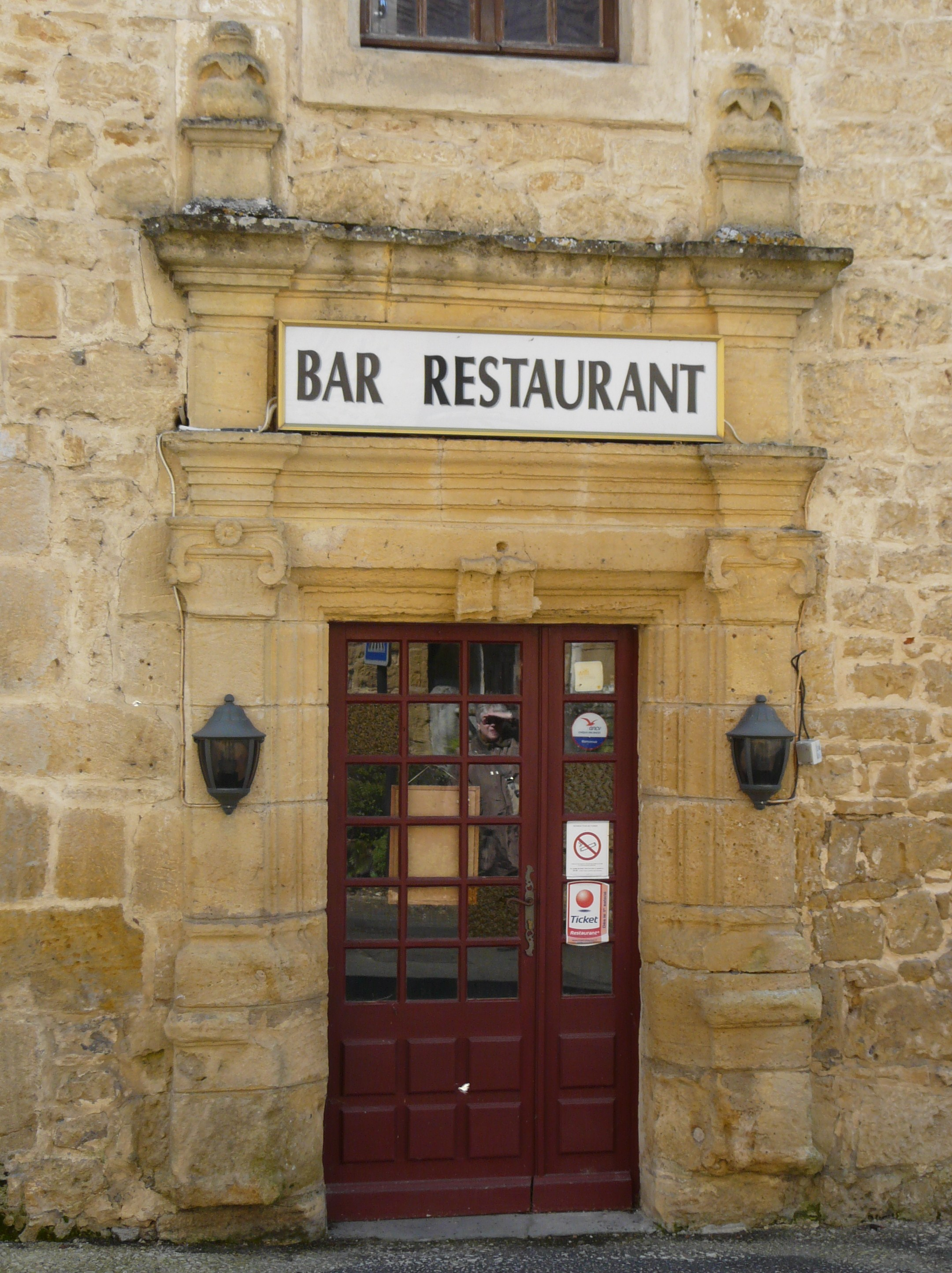
Porte d'un bâtiment du bourg daté de 1548.

### Personnalités liées à la commune
- Seguin de Badefol (1330-1366), chef routier né au château de Badefols.

### Héraldique
| Blason de Badefols-sur-Dordogne | Blason  | Écartelé d'or et de gueules ; à la bordure de sable chargée de six tours d'or ouvertes, ajourées et maçonnées de sable.                                          |
| Blason de Badefols-sur-Dordogne | Détails | Ce sont les armes des de Gontaut, seigneurs et barons de Badefols, cités dès 1232 (Père Anselme, t. 7, p. 316). Le statut officiel du blason reste à déterminer. |

## Pour approfondir